# Mauro Nobilia
Mauro Nobilia (Roma, 1º aprile 1947 – 10 febbraio 2025) è stato un sindacalista e politico italiano, segretario nazionale della CISNAL dal 1991 al 1996 e della UGL dal 1996 al 1999.

## Biografia
Dirigente sindacale, nel 1990 diviene uno dei cinque membri della segreteria generale della CISNAL. Nel 1991 è eletto Segretario generale del sindacato di destra, he trasformò in UGL durante il congresso del 1996.
Nel 1999 è eletto deputato europeo nella lista di Alleanza Nazionale nel collegio Sud e aderisce al gruppo Unione per l'Europa delle Nazioni, dimettendosi da segretario del sindacato. Consigliere del CNEL, si dimette per incompatibilità nel settembre 1999. Nel 2002 viene indicato come Vicepresidente di una Commissione Europea per l'Ambiente.
Non è stato rieletto nel 2004.
È morto il 10 Febbraio 2025.